# Paul Robert
Paul Charles Jules Robert, numit de obicei Paul Robert (născut la 19 octombrie 1910, în Orléansville (departamentul Alger, Algeria franceză), azi Chlef, în Algeria – decedat la 11 august 1980, la Mougins (Alpes-Maritimes, Franța) a fost un avocat, lexicograf și editor francez.

## Biografia

### Origini
Paul Charles Jules Robert, numit de obicei Paul Robert s-a născut la 19 octombrie 1910, în Orléansville (departamentul Alger, în Algeria franceză), azi Chlef, în Algeria .

### Studii
A făcut studii de drept (a practicat avocatura la baroul din Alger), apoi a făcut studii de economie politică.

### Lexicograf și editor
În anul 1945, s-a orientat spre lexicografie.
Nemulțumit fiind de dicționarele franceze existente până atunci, Paul Robert a început să lucreze la redactarea lucrării care l-a făcut celebru: Dictionnaire alphabétique et analogique de la langue française, pe care a publicat-o în perioada 1953 – 1964 (6 volume și un supliment), dar Academia Franceză l-a premiat la 15 iunie 1950, la simpla prezentare a primului fascicul, cu Prix Saintour.
Și-a creat propria casă de editură, în anul 1951, reunind, în jurul său, o echipă formată din câțiva colaboratori, printre care: Alain Rey, Josette Rey-Debove și Henri Cottez.
Dicționarul său a cunoscut de atunci diferite ediții, sub diferite formate, toate având subtitlul Dictionnaire alphabétique et analogique de la langue française:
- Grand Robert de la langue française (1964), în 6 volume și 1 supliment, (1971);
- Le Petit Robert 1 (1967), condensat al precedentului.

Echipa sa a mai elaborat și editat:
- Le Robert méthodique (Dictionnaire méthodique du français actuel)
- Le Micro-Robert (Dictionnaire du français primordial) (1971)
- Le Grand Robert des noms propres (Dictionnaire universel des noms propres) (1968-1974), în 5 volume
- Le Petit Robert 2 (Dictionnaire des noms propres) (1974), condensat al precedentului. De notat o inovație deosebită în ediția din 2005: apariția a 10.000 de referințe etimologice, care se pare că este o premieră într-un dicționar de nume proprii în limba franceză. După 30 de ani de la prima ediție, în anul 2007, a apărut ediția refăcută în întregime și augmentată a dicționarului, cu denumirea: „Le Petit Robert sous la direction de Paul Robert, Le Robert encyclopédique des noms propres, Dictionnaire illustré”.
- Le Dictionnaire universel de la peinture, în 6 volume
- Mai multe dicționare bilingve:
  - Le Robert & Collins (francez - englez; englez - francez), cu 500.000 de traduceri;
  - Le Robert & Signorelli (francez - italian), cu 339.000 de cuvinte și expresii;
  - Le Robert & Van Dal (francez - olandez; olandez - francez), cu 200.000 de unități de traducere
  - Shogakukan & Le Robert Grand Dictionnaire français - japonais (2.600 de pagini, 100.000 de intrări)
- Diverse dicționare tematice:
  - Dictionnaire des synonymes
  - Dictionnaire des dificultés du français
  - Dictionnaire des anglicismes
  - Dictionnaire des idées par les mots
  - Dictionnaire des locutions et expressions
  - Dictionnaire des mots contemporains
  - Dictionnaire de proverbes et dictons
  - Dictionnaire de citations françaises
  - Dictionnaire de citations du monde entier
  - Dictionnaire de citations et jugements
  - Dictionnaire des structures du vocabulaire savant.
- Reeditarea anastatică a unui vechi dicționar al limbii franceze: Dictionnaire universel... al lui Antoine Furetière (1690), în 3 volume, 2.500 de pagini. (Întreaga limbă clasică a secolului al XVII-lea).

### Sfârșitul vieții
Paul Charles Jules Robert a murit la Mougins (Alpes-Maritimes), la data de la 11 august 1980.